# Passage Dubois
Le passage Dubois est une voie du 19e arrondissement de Paris, en France.

## Situation et accès
Le passage Dubois est situé dans le 19e arrondissement de Paris. Il débute au 38, rue Petit et se termine en impasse.

## Origine du nom
Cette voie est nommée d'après le nom du propriétaire des terrains sur lesquels elle a été ouverte.

## Historique
Cette voie est ouverte sous sa dénomination actuelle en 1856.